# Ricardo Sandoval
Ricardo Sandoval est un boxeur américain né le 5 février 1999 à Montclair, Californie.

## Carrière
Passé professionnel en 2016, il devient champion du monde des poids mouches WBC  après sa victoire aux points contre Kenshiro Teraji le 30 juillet 2025.

## Référence
1. ↑  (en) Ricardo Sandoval stuns Kenshiro Teraji via split nod, claims WBA/WBC 112lbs crown (boxingscene.com)